# Georg Ernst von Borau genannt Kessel
Georg Ernst von Borau genannt Kessel (* 2. Dezember 1645 in Berzdorf bei Friedland; †  8. April 1703 in Dresden) war Herr auf Bobersen sowie General-Haus- und Land-Zeugmeister, Oberst der Artillerie sowie Oberinspekteur aller Fortifikationen und Militärgebäude als auch Oberkommandant der Festung Sonnenstein.

## Herkunft
Die Familie Borau stammt als Schlesien und hatte sich auch in Böhmen angesiedelt. Seine Eltern waren Johann Heinrich von Borau genannt Kessel († 1651 in Alt-Seidenberg) und dessen Ehefrau Anna Helene von Hochberg. Sie verließen 1650 ihre Güter in Böhmen und gingen in die Oberlausitz.

## Leben
Georg Ernst lebt bis 1660 in Seidenberg und kam dann als Page zum Oberhofmeister kursächsischen Prinzen von Lesten. Er blieb dort 11 Jahre. Er lernte beim damaligen Ober-Feuerwerker das Handwerk des Artilleristen und bei Vermesser Niemburgen Geometrie und Fortifikation. Nach Bestandener Prüfung im Jahr 1671 kam er als Fähnrich in die Kompanie Drandorf der Stadtgarnison in Dresden. 1673 wurde er dort zum Stückhauptmann befördert. Er wechselte 1676 in kaiserliche Dienste, kehrte aber 1682 in kursächsische zurück, da ihn der Kurfürst Johann Georg III. zum Ober-Hauptmann der Artillerie ernannte. 1687 wurde er dann Ober-Zeugmeister und Oberstleutnant der Artillerie. Als 1691 der Generalwachtmeister Klengel starb, wurde Oberst der Artillerie, Oberinspekteur aller Fortifikationen und Militärgebäude sowie Oberkommandant der Festung Sonnenstein. Unter August II. wurde er 1702 zum Generalmajor und General-Haus- und Land-Zeugmeister, ernannt. Borau starb bereits im Jahr darauf zu Ostern unerwartet am Schlagfluss und wurde in der Sophienkirche beigesetzt.

## Familie
Borau heiratete am 27. Dezember 1685 Dorothea Sophie von Pflug (* 28. Januar 1657; † 14. Oktober 1727) a.d.H. Krennitz, Tochter von Otto Heinrich von Pflug. Das Paar hatte einen Sohn namens Heinrich Siegmund († 1723), er heiratete Dorothea Margarethe von Weydenbach, mit ihm erlosch das Geschlecht.